# Nazalizace
Nazalizace je způsob obměny výslovnosti hlásek, které se vysloví se spuštěným měkkým patrem, čímž je umožněno proudění vzduchu nosní dutinou (lat. nasum = nos). Při tom dochází k rezonanci nosní dutiny. Při přepisu výslovnosti se v mezinárodní fonetické abecedě označuje vlnovkou nad symbolem odpovídající hlásky, např. nazalizované [e] se zapisuje [ẽ].
Nazalizované hlásky se řadí mezi nazální hlásky (nosovky), kam patří i další hlásky – např. [m], [n], které nejsou obměnou výslovnosti jiné hlásky (typu a > ã). Nosovky se dělí na:
- nazální samohlásky
- nazální souhlásky